# Zucca (cognome)
Zucca è un cognome di lingua italiana.

## Varianti
Zuccalli, Zuccante, Zuccanti, Zuccardi, Zuccardo, Zuccatosta, Zucchelli, Zucchello, Zucchetta, Zucchetti, Zucchetto, Zucchi, Zucchini, Zucchino, Zucco, Zuccoli, Zuccolin, Zuccolini, Zuccolo, Zuccon, Zuccone, Zucconi, Zuccotti, Zuccotto.

## Origine e diffusione
Cognome tipicamente sardo, ha ceppi anche a Torino, Milano e Pavia.
Potrebbe derivare da un soprannome legato alla zucca, dovuto probabilmente alla coltivazione o al commercio di tale ortaggio.
In Italia conta circa 2023 presenze.
Zuccalli è tipicamente lombardo; Zucchini compare a Bologna e Ferrara; Zuccotti è presente nel basso milanese e nel cremasco; Zuccatosta è anconetano; Zuccon è veneto; Zuccone è lombardo-piemontese; Zucconi compare in Emilia-Romagna e Toscana; Zuccotto è di Verona; Zucchi è tipicamente lombardo-emiliano; Zucco compare in torinese, cuneese, udinese e reggino; Zuccolo compare in Veneto e in provincia di Udine; Zuccoli è prevalentemente lombardo; Zuccolin compare a Pordenone e a Venezia; Zuccolini ha presenze sporadiche in tutto il nord Italia; Zucchelli compare a Milano, Bergamo, Bologna, Pisa e in Trentino; Zucchello è veneto e ligure, soprattutto della 
provincia della Spezia; Zucchetta è veneziano; Zucchetti è milanese, bergamasco e cremonese; Zucchetto è veneto e friulano con un ceppo nell'agrigentino; Zucchino è estremamente raro.

## Persone
- Giovanna Zucca – scrittrice e filosofa italiana
- Giovanni Zucca – calciatore italiano
- Mario Zucca – attore, cabarettista e doppiatore italiano